# Parafia św. Stanisława Biskupa i Męczennika w Gorzkowie
Parafia św. Stanisława Biskupa i Męczennika w Gorzkowie – parafia rzymskokatolicka w Gorzkowie w powiecie krasnostawskim.
Jedna z najstarszych parafii należących do dawnego dekanatu krasnostawskiego. Od 1987 należy do dekanatu Krasnystaw – Zachód w archidiecezji lubelskiej. Do roku 1805 była częścią diecezji chełmskiej obrządku łacińskiego.
Była konsekrowana dwukrotnie – pierwszy raz w 1406 przez arcybiskupa halickiego Jakuba Strepę, drugi raz w 1647 przez biskupa sufragana chełmskiego Mikołaja Świrskiego.

## Obszar parafii
Obszar parafii i liczba parafian zmniejszyły się wskutek powołania w 1984 r. parafii w Orchowcu i Olchowcu oraz w Rudniku (1988).
Obecnie do parafii należą wsie: Antoniówka, Baranica, Bobrowe, Borów-Kolonia, Borów (częściowo), Chorupnik, Czysta Dębina-Kolonia i Czysta Dębina (częściowo), Góry, Gorzków-Osada, Gorzków-Wieś, Józefów, Olesin, Potasznia, Suszeń, Widniówka, Wielkopole, Wielobycz, Wiśniów, Zamostek.

## Historia

### Średniowiecze
Brak jakichkolwiek informacji o istnieniu w Gorzkowie budowli sakralnych w czasach przedjagiellońskich. Pierwsze informacje piśmienne dotyczą fundacji parafii obrządku łacińskiego w dopiero co otrzymanej od króla Jagiełły przez jego spowiednika i doradcę – Mikołaja z Sandomierza dawnej wsi królewskiej Gorzków. On to właśnie, zostając w 1403 roku podkanclerzym koronnym, otrzymał wsparcie dla swych świeżych tytułów szlacheckich w postaci majątku ziemskiego i natychmiast przystąpił do zagospodarowywania tych ziem (czyli latynizacji i polonizacji).
Według zapisu w archiwum konsystorza lubelskiego tenże Mikołaj Trąba był już na przełomie 1403 i 1404 roku – fundatorem (lecz nie proboszczem) pierwszego, drewnianego kościoła obrządku łacińskiego w Gorzkowie, pobierającego we wsi dziesięcinę. Fakt ten potwierdza także dokument z 24 czerwca 1404 roku wystawiony przez Stefana – biskupa Chełmskiego dla Mikołaja – podkanclerzego wielkiego koronnego i właściciela wsi Gorzkowa z prawem zamiany dziesięciny snopkowej na pieniężną. Według tego dokumentu w Gorzkowie było w tym czasie 5 rodzin katolickich (zapewne osadników z terenów Małopolski), a nieznaną ilość pozostałych określono jako „schizmatyków” (czyli innowierców, głównie prawosławnych).
Arcybiskup halicki Jakub Strepa wydał mandat na konsekrację kościoła parafialnego w Gorzkowie pw. św. Stanisława Męczennika, w którym czytamy m.in.ecclesiam per ipsum dominum Nicolaum predictum de nowo fundandam, collocandam et dotandam, consecra... Dokument przypieczętował we Lwowie własną pieczęcią in...sabbato, quo in ecclesia Domini cantatur: Venite adoremus, anno Domini M° CCCC° sexto, czyli 18 września 1406.
Mikołaj Trąba, zwany później także niewłaściwie Gorzkowskim, naprawdę do końca swej kariery dbał o uposażenie swych włości, przenosząc dziesięciny z niektórych wsi diecezji krakowskiej, na rzecz tej, ufundowanej przez siebie gorzkowskiej parafii.
Wniósł w ten sposób podwaliny pod silną pozycję Kościoła na ziemi chełmskiej oraz dał zaczyn do dalszego rozwoju społecznego tych okolic.

### Wiek XVI–XVII

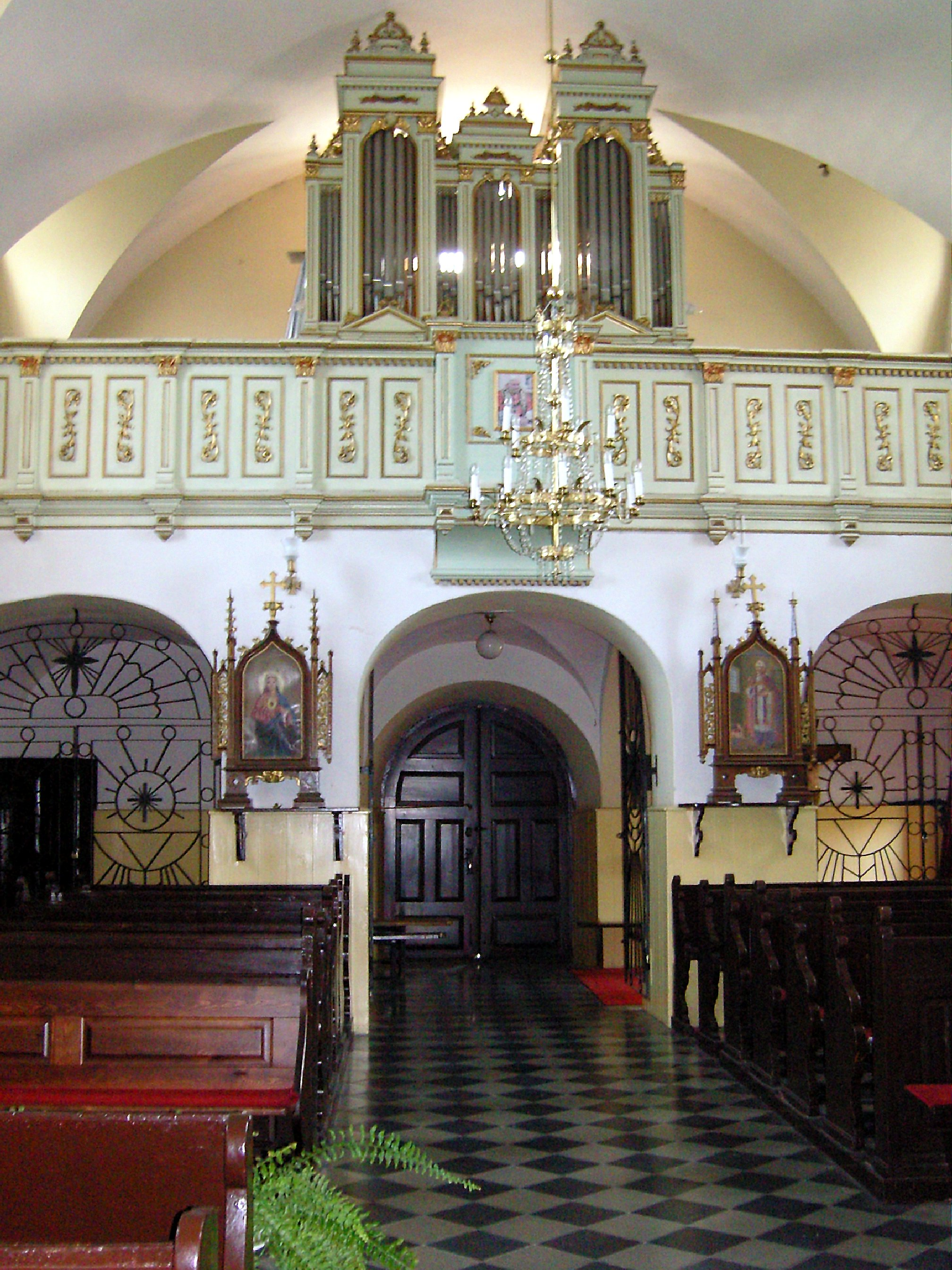
Organy kościelne

Okres reformacji przyniósł straty w dobrach kościelnych – w 1568 rozgrabiono kościół parafialny w Gorzkowie, zamieniając go na zbór kalwiński (budynek zniszczono doszczętnie po roku 1604). Dopiero kontrreformacja w czasach Zygmunta III Wazy przyniosła nawrót szlachty na katolicyzm.

W 1623 ówczesny, nawrócony na katolicyzm, dziedzic wsi – Stanisław Gorzkowski – zbudował na terenach z obszaru wsi Gorzkowa (opisanych w akcie fundacyjnym złożonym w Krasnostawskim Sądzie Ziemskim) nowy kościół murowany.
Akt erekcyjny kościoła nabrał mocy urzędowej po zatwierdzeniu w 1626 przez biskupa chełmskiego Macieja Łubieńskiego.

Wobec antykatolickiej działalności rodziny Sobieskich, protestanckich właścicieli Chorupnika oraz części Gorzkowa, od roku 1639 parafia chorupnicka (Chorupnik, Wiśniów, Borów i Borówek) wcielona została do parafii gorzkowskiej, zaś ówczesny proboszcz gorzkowski – ksiądz Marcin Rybułtowicz, po ugodzie z Sobieskimi w Lubelskim Trybunale Koronnym, uzyskał znaczące rekompensaty za zniszczenia dóbr kościelnych w Chorupniku.
Ponowna konsekracja kościoła pw. św. Stanisława Biskupa i Męczennika miała miejsce w roku 1647, a obrzęd wypełnił biskup pomocniczy chełmski Mikołaj Świrski.

Niestety, pod koniec XVII w. w pożarze plebanii spaliło się wiele ksiąg kościelnych.
W okresie XVII i XVIII w. działały tu biblioteka parafialna, szpital oraz przytułek dla ubogich, a także bractwa – różańcowe i Trójcy Świętej.

### Wiek XVIII–XIX
Kolejny pleban gorzkowski, ksiądz Jan Wierzbicki, 26 października 1795 poświęcił nowy cmentarz gorzkowski, wybudowany przy drodze do Wielkopola naprzeciw wsi Zamostek, a już pół roku później sam został na nim pochowany. Poprzedni – stary cmentarz, znajdował się przy samym kościele. Następca plebana, zasłużony dla historii Gorzkowa proboszcz Grzegorz Wężyk, zbudował m.in. w 1801 dzwonnicę trójdzwonną przy kościele. Zawieszone w niej dzwony padały łupem wojsk zaborczych i musiały być odtwarzane, ostatnio w XX wieku. W 1828 rozebrano grożącą zawaleniem wieżę frontonową kościoła.

Powstanie styczniowe 1863 cieszyło się ogólnym poparciem ludności gminy z aktywnym udziałem proboszcza parafii gorzkowskiej Franciszka Drewnowskiego.

Rok 1885 przyniósł znaczącą rozbudowę kościoła – do istniejącej nawy dwuprzęsłowej dobudowano w kierunku zachodnim dalsze cztery przęsła. Trwały również ciągłe remonty budynku świątyni.

### Wiek XX–XXI
1922 – remont dachu i pokrycie blachą

1945 – restauracja całego budynku

1954 – malowanie budynku i pokrycie blachą ocynkowaną sygnaturki

1973/4 – remont dachu oraz malowanie całego kościoła

W 1990 r. zamieszczono w kościele parafialnym tablicę pamiątkową ku czci ofiar II wojny światowej.    
W 2014 roku rozpoczęto remont wnętrza kościoła. W latach 2018–2022 odnowiono ołtarz główny.

## Proboszczowie
| Proboszczowie parafii Gorzków | Proboszczowie parafii Gorzków | Proboszczowie parafii Gorzków | Proboszczowie parafii Gorzków | Proboszczowie parafii Gorzków | Proboszczowie parafii Gorzków |
| Nr                            | Imię                          | Nazwisko                      | Rok rozpoczęcia posługi       | Wzmianka                      | Rok zakończenia posługi       |
| ----------------------------- | ----------------------------- | ----------------------------- | ----------------------------- | ----------------------------- | ----------------------------- |
| 1                             |                               | de rectoribus Ecclesiae       |                               | 1404                          |                               |
| 2                             | Jędrzej                       |                               |                               | 1453                          |                               |
| 3                             | Jakub                         |                               |                               | 1528                          |                               |
| 4                             | Jan                           | Gorzkowski                    |                               | 1538                          |                               |
| 5                             | Marcin                        |                               |                               | 1568                          | 1568                          |
| 6                             | Stanisław                     | Skrzynno                      | 1623                          | 1623                          |                               |
| 7                             | Maciej-Florian                | Kalinowski                    |                               | 1633                          |                               |
| 8                             | Stanisław                     | Czarnotoski                   | 1633                          |                               | 1638                          |
| 9                             | Marcin                        | Rybułtowicz                   | 1639                          |                               | 1654                          |
| 10                            | Wawrzyniec                    | Każnicki                      | 1655                          |                               | 1661                          |
| 11                            | Marcin                        | Tarnogóra                     |                               |                               | 1663                          |
| 12                            | Stefan                        | Siestrzenitowski              | 1663                          |                               | 1674                          |
| 13                            |                               | Staklewicz                    |                               |                               | 1674                          |
| 14                            | Adam                          | Grabia                        |                               |                               | 1678                          |
| 15                            | Stanisław                     | Stamirowski                   | 1678                          |                               |                               |
| 16                            | Franciszek                    | Wojnarowski                   |                               |                               |                               |
| 17                            | Mikołaj-Hieronim              | Staklewicz                    | 1694                          |                               | 1726                          |
| 18                            | Antoni                        | Wysokiński                    | 1726                          |                               | 1768                          |
| 19                            | Jan                           | Wierzbicki                    |                               |                               | 1796                          |
| 20                            | Grzegorz                      | Wężyk                         | 1796                          |                               | 1811                          |
| 21                            | Antoni                        | Tokarski                      | 1812                          |                               | 1816                          |
| 22                            | Franciszek                    | Huss                          | 1817                          |                               | 1850                          |
| 23                            | Franciszek                    | Drewnowski                    | 1850                          |                               | 1875                          |
| 24                            | Feliks                        | Rowiński                      | 1878                          |                               |                               |
| 25                            | Ignacy                        | Okólski                       | 1896                          |                               | 1906                          |
| 26                            | Ludwik                        | Szumiata                      | 1906                          |                               | 1909                          |
| 27                            | Mikołaj                       | Bobolewski                    | 1909                          |                               | 1912                          |
| 28                            | Józef                         | Kostkowski                    | 1912                          |                               | 1919                          |
| 29                            | Antoni                        | Zieliński                     | 1919                          |                               | 1926                          |
| 30                            | Antoni                        | Sadłowski                     | 1926                          |                               | 1928                          |
| 31                            | Stanisław                     | Szepietowski                  | 1928                          |                               | 1939                          |
| 32                            | Jan                           | Soroka                        | 1939                          |                               | 1944                          |
| 33                            | Ignacy                        | Roczon                        | 1944                          |                               | 1975                          |
| 34                            | Józef                         | Kruk                          | 1975                          |                               | 1984                          |
| 35                            | Józef                         | Dubik                         | 1984                          |                               | 2000                          |
| 36                            | Janusz                        | Świtaj                        | 2000                          |                               | 2014                          |
| 37                            | Krzysztof                     | Adamowski                     | 2014                          |                               | 2020                          |
| 38                            | Andrzej                       | Wołoszyn                      | 2020                          |                               |                               |